# Colonia Nueva de Guantes
Colonia Nueva de Guantes är en ort i Mexiko.   Den ligger i kommunen Valle de Santiago och delstaten Guanajuato, i den centrala delen av landet, 240 km nordväst om huvudstaden Mexico City. Colonia Nueva de Guantes ligger 1 722 meter över havet och antalet invånare är 428.
Terrängen runt Colonia Nueva de Guantes är huvudsakligen platt, men åt sydväst är den kuperad. Runt Colonia Nueva de Guantes är det ganska tätbefolkat, med 185 invånare per kvadratkilometer. Närmaste större samhälle är Valle de Santiago, 8,8 km söder om Colonia Nueva de Guantes. Trakten runt Colonia Nueva de Guantes består till största delen av jordbruksmark.